# 인간의 운명 (영화)
인간의 운명(Destiny Of A Man, Sudba Cheloveka)은 소련에서 제작된 세르게이 본다르추크 감독의 1959년 영화이다. 세르게이 본다르추크 등이 주연으로 출연하였다. 미하일 숄로호프의 단편소설을 바탕으로 제작되었다.

## 출연

### 주연
- 세르게이 본다르추크

### 조연
- Pavel Vinnikov

## 제작진
- 미술: Sergei Voronkov
- 의상: O. Vereyski